# Friedrich (Spiel)
Friedrich ist ein strategisches Brettspiel über die Ereignisse des Siebenjährigen Kriegs in Europa. Es wurde von Richard Sivél entwickelt, erschien im Jahr 2004 in der ersten Auflage und wurde 2006 von der US-amerikanischen Zeitschrift GAMES als Beste Neue Historische Simulation ausgezeichnet.

## Spielprinzip
Drei bis vier Spieler lenken die Geschicke der am Krieg beteiligten Nationen: Preußen (Friedrich der Große), Russland (Zarin Elisabeth), Österreich (Maria Theresia) und Frankreich (Madame de Pompadour). Außerdem sind Schweden, Hannover und die Armee des Heiligen Römischen Reiches beteiligt.
Auf einer Landkarte, die sowohl der Topographie als auch der politischen Situation zur Zeit des Siebenjährigen Krieges nachempfunden ist, bewegen die Spieler die Generäle und Armeen ihrer Nation und kämpfen um die Vorherrschaft in Europa. Wie in der historischen Realität kämpft Preußen gegen alle anderen Spieler, die ihrerseits versuchen, Preußen Teile seines Gebietes abzunehmen, indem sie strategisch wichtige Städte erobern.
Wie in der historischen Realität wird der Spielverlauf durch Ereignisse beeinflusst, die sich der Kontrolle der Beteiligten entziehen: der jähe Tod der Zarin Elisabeth zum Beispiel, der in der Realität zum Wendepunkt des Krieges wurde. Diese Ereignisse werden durch Schicksalskarten dargestellt, von denen nach jeder Runde zufällig eine gezogen wird. Auf diese Weise scheiden die angreifenden Nationen eine nach der anderen aus. Gelingt es Preußen, sich bis zum Schluss gegen seine Gegner zu verteidigen, hat Preußen gewonnen; ansonsten derjenige angreifende Spieler, der zuerst alle seine Zielstädte im preußischen Territorium erobert hat.
Bemerkenswert an dem Spiel ist, dass trotz des sehr schlanken und einfachen Regelwerks jede Nation ihren ganz eigenen Charakter hat und sich völlig anders spielt als die anderen. Gleichwohl haben alle Spieler im Wesentlichen die gleichen Siegchancen, was durch lange Statistikreihen und eine feine Ausbalancierung von Spielplan und Regelsystem erreicht wurde.

## Meisterschaften
Vom 14.–16. Juli 2006 fand in Berlin die 1. Friedrich-Weltmeisterschaft statt, genau 250 Jahre nach dem Beginn des Siebenjährigen Krieges.
|     | Zeitraum                          | Ort                                                       | Weltmeister          | Siegreiche Nation im Finale              | Anzahl gespielte Runden im Finale |
| --- | --------------------------------- | --------------------------------------------------------- | -------------------- | ---------------------------------------- | --------------------------------- |
| 1.  | 14. bis 16. Juli 2006             | Berlin, ACUD-Theater                                      | Josef Gundel         | Preußen / Hannover                       | 18                                |
| 2.  | 31. August bis 2. September 2007  | Berlin, ACUD-Theater                                      | Anton Telle          | Preußen / Hannover                       | 21                                |
| 3.  | 5. bis 7. September 2008          | Berlin, ACUD-Theater                                      | Bernd Preiß          | Frankreich                               | 18                                |
| 4.  | 30. Oktober bis 1. November 2009  | Berlin, ACUD-Theater                                      | Björn Apelqvist      | Russland                                 | 13                                |
| 5.  | 1. bis 3. Oktober 2010            | Berlin, ACUD-Theater                                      | Daniel Dunbring      | Preußen / Hannover                       | 17                                |
| 6.  | 30. September bis 2. Oktober 2011 | Berlin, ACUD-Theater                                      | Manfred Wichmann     | Preußen / Hannover                       | 18                                |
| 7.  | 28. bis 30. September 2012        | Berlin, ACUD-Theater                                      | Steffen Schröder     | Frankreich                               | 16                                |
| 8.  | 20. bis 22. September 2013        | Berlin, ACUD-Theater                                      | Manfred Wichmann (2) | Preußen / Hannover                       | 23                                |
| 9.  | 3. bis 5. Oktober 2014            | Berlin, Schloss Friedrichsfelde                           | Alberto Romero       | Frankreich                               | 10                                |
| 10. | 2. bis 4. Oktober 2015            | Berlin, Schloss Friedrichsfelde                           | Christian Blattner   | Preußen / Hannover                       | 23                                |
| 11. | 30. September bis 2. Oktober 2016 | Berlin, Schloss Friedrichsfelde                           | Martin Höfer         | Frankreich                               | 14                                |
| 12. | 8. bis 10. September 2017         | Berlin, Gemeindesaal der St. Johannis-Kirchengemeinde     | Andreas Buschhaus    | Russland                                 | 20                                |
| 13. | 7. bis 9. September 2018          | Berlin, Konfirmandenraum der St. Johannis-Kirchengemeinde | Anton Telle (2)      | Preußen / Hannover                       | 16                                |
| 14. | 6. bis 8. September 2019          | Berlin, Gemeindesaal der St. Johannis-Kirchengemeinde     | John McCullough      | Preußen / Hannover                       | 20                                |
| 15. | abgesagt                          |                                                           |                      |                                          |                                   |
| 16. | 10. bis 12. September 2021        | Berlin, Gemeindesaal der St. Johannis-Kirchengemeinde     | John McCullough (2)  | Preußen / Hannover                       | 12                                |
| 17. | 9. bis 11. September 2022         | Berlin, Gemeindesaal der St. Johannis-Kirchengemeinde     | Jose Bonilla Rau     | Frankreich                               | 17                                |
| 18. | 8. bis 10. September 2023         | Berlin, Gemeindesaal der St. Johannis-Kirchengemeinde     | John McCullough (3)  | Preußen / Hannover                       | 22                                |
| 19. | 13. bis 15. September 2024        | Berlin, Gemeindesaal der St. Johannis-Kirchengemeinde     | John McCullough (4)  | Reichsarmee (geführt von Maria Theresia) | 15                                |